# ワルツ・フォー・デビイ
『ワルツ・フォー・デビイ』（Waltz for Debby）は、ジャズ・ピアニストのビル・エヴァンスが、1961年にヴィレッジ・ヴァンガードで行ったライブを収録したアルバム。現行CDでは、ボーナス・トラックが4テイク追加されている。

## 解説
ビル・エヴァンス・トリオは、1961年当時、ライブハウスの「ヴィレッジ・ヴァンガード」でのライブをしばしば行っていた。1961年6月にも連続ライブが行われ、最終日に当たる6月25日のライブは、リバーサイド・レコードによって特にライブ録音されていた。
しかし、それから11日後の7月6日、ビルにとって片腕とも言えるベーシスト、スコット・ラファロが交通事故で他界し、リバーサイドのライブ録音は、スコット・ラファロの生涯で最後の公式な録音となった。リバーサイド・レコードは、この日の演奏のうち、スコットのベース・プレイが目立っているものを『サンデイ・アット・ザ・ヴィレッジ・ヴァンガード』という追悼盤として先行発売し、残りのテイクを本作に収録したとされている。
しかし、対となる本作でも随所でスコットのベース・ソロを聴くことができ、エヴァンス・トリオのプレイにおいてスコットの貢献が大きかったことを証明している。現在では、ビル独特の思索的なピアノ・プレイが味わえる作品として、エヴァンス/ラファロ/ポール・モチアンのベスト・トリオによる作品で『ポートレイト・イン・ジャズ』と並び称される作品として位置づけられている。
ヴァンガード音源でラファロ色の強いナンバーが姉妹作の『サンデイ・アット――』に委ねられた分、本盤の収録曲はエヴァンス寄りの色彩が強くなり、リバーサイドのプロデューサーであるオリン・キープニュースの選択眼が生きることになった。
「マイルストーンズ」は、旧友マイルス・デイヴィスの同名アルバム収録曲のカバー。巻頭に置かれた「マイ・フーリッシュ・ハート」は本来同名映画(『愚かなり我が心』1949年)の主題曲であるが、このアルバムのバージョンでは通常ジャズ解釈の難しいナンバーを美しいジャズバラードとして演奏しており、同曲最良のカバーに数えられる。他にも、エヴァンスが生涯愛奏したロジャース&ハートのスタンダード「マイ・ロマンス」など、エヴァンス好みのナンバーが並ぶ。
アルバムジャケットも美しく、黒と紫を基調に、女性の横顔とおぼしいぼやけたシルエットを浮かばせた端正なデザインとなっている。

### 日本でのヒット
日本では特に大ヒットし、LPやCDを含めた日本での累計売上は約50万枚に達する。日本のユニバーサルミュージックが2014年10月から期間限定で1枚1000円（税別）で販売したジャズカタログのシリーズ『ジャズの100枚。』においても本作が売上トップを記録した。2016年4月には日本レコード協会からゴールドディスクに認定されている。
2016年9月28日には、「録音55周年記念完全生産限定クリスタル・ディスク」が1セット20万円（税別）で販売され、同年末までに50セットを売り上げた。

### ワルツ・フォー・デビイ
タイトル曲「ワルツ・フォー・デビイ」は、元々エヴァンスが1956年に作り、初リーダーアルバム「ニュー・ジャズ・コンセプション」にソロ収録された曲で、当時まだ2歳で幼かったビルの姪デビイに捧げられたものであるが、広く知られたのはこのライブアルバムでの演奏による。エヴァンスのオリジナルとして特に広く知られ、愛らしい曲調のジャズ・スタンダードとして親しまれている。このライブ盤では快活なリズムで演奏され、前奏はワルツタイムであるものの、インテンポに入ると4拍子で演奏されている。
ドキュメンタリー映画『Time Remembered：Life ＆ Music of Bill Evans』の中で、デビイ・エヴァンスは、「幼い頃、よく目の前で（「ワルツ・フォー・デビイ」を）弾いてくれた」と語っている。
ジョン・マクラフリン、トゥーツ・シールマンス、渡辺香津美など、多くのミュージシャンがカバー曲として取り上げた。ビル・エヴァンス本人が参加したものとしては、キャノンボール・アダレイのアルバム『ノウ・ホワット・アイ・ミーン?』がある。
歌曲としては、エヴァンスと親しかったジャズ評論家ジーン・リースが英語歌詞を作詞しており、これが正式な歌詞となっている。トニー・ベネットがビル本人との共演盤で歌い、サラ・ヴォーンも取り上げている。また、スウェーデンの歌手モニカ・ゼタールンドが、スウェーデンを訪れたビル本人をバックに従え、自作スウェーデン語歌詞の「モニカのワルツ」と改題して発表したバージョンが知られている。2008年には、日産・ティアナのCMソングとして土岐麻子が歌った。

## 収録曲
1. マイ・フーリッシュ・ハート - My Foolish Heart（Ned Washington, Victor Young）
2. ワルツ・フォー・デビイ（テイク2） - Waltz for Debby (Take 2) （Bill Evans）
3. デトゥアー・アヘッド（テイク2） - Detour Ahead (Take 2) （Herb Ellis, John Frigo, Lou Carter）
4. マイ・ロマンス（テイク1） - My Romance (Take 1) （Lorenz Hart, Richard Rodgers）
5. サム・アザー・タイム - Some Other Time（Leonard Bernstein, Adolph Green, Betty Comden）
6. マイルストーンズ - Milestones（Miles Davis）

CDボーナス・トラック
1. ワルツ・フォー・デビイ（テイク1） - Waltz for Debby (Take 1) （Bill Evans）
2. デトゥアー・アヘッド（テイク1） - Detour Ahead (Take 1) （Herb Ellis, John Frigo, Lou Carter）
3. マイ・ロマンス（テイク2） - My Romance (Take 2) （Lorenz Hart, Richard Rodgers）
4. ポーギー（アイ・ラヴズ・ユー、ポーギー） - Porgy (I Loves You, Porgy) （Ira Gershwin, Dubose Heyward, George Gershwin）

オリジナルの曲の後のボーナス・トラック (7.-10.) の入れ方には、大きく分けて3種類のCDがある。
- ボーナス・トラックが後に続く盤
- 曲順が変更され、ボーナス・トラックが途中に挟まれている盤
- ボーナス・トラックを含まないオリジナルの曲目どおりの盤

2019年現在で最新のCD（UCCO-40031）は、3番目の盤である。

## 演奏メンバー
- ビル・エヴァンス - ピアノ
- スコット・ラファロ - ベース
- ポール・モチアン - ドラム